# 田琯
田琯（1533年—1606年），字希玉，又字希舜，號竹山，福建延平府大田縣人，明朝政治人物。

## 生平
隆慶四年（1570年）庚午科順天鄉試第六十四名舉人，五年（1571年）中式辛未科三甲第五十一名進士。大理寺觀政，授吳縣知縣，丁母憂歸。萬曆二年（1574年）調浙江新昌縣知縣。八年擢南京戶部主事，十一年歷升員外郎、郎中，次年养病。十四年复除南京工部郎中，十六年（1588年）出為江西南康府知府，二十一年八月官至雲南曲靖兵備副使、中議大夫。二十五年五月降补广西参议，二十七年三月升云南副使。

## 家族
曾祖田賜祿，壽官；祖父田廣榮；父田鋹，母陳氏。慈侍下。兄田頊（按察司提學副使）、田珠（武學訓導）、田瑚，弟田珪。